# سخي أباد (شيخ موسي)
سخي أباد (بالفارسية: سخی‌آباد) هي قرية تقع في إيران في قسم شیخ موسي الريفي. يقدر عدد سكانها بـ 255 نسمة .